# شهرستان رندولف (ایلینوی)
شهرستان رندولف (به انگلیسی: Randolph County) شهرستانی در ایالت ایلی‌نوی ایالات متحده امریکا و بر طبق سرشماری ۲۰۱۰ این شهرستان ۳۳۴۷۶ نفر جمعیت داشته‌است.
طبق سرشماری ۲۰۱۰، مساحت این شهرستان ۱۵۴۶٫۷ کیلومتر مربع وسعت داشته که از این مقدار ۳٫۶۳ درصد آب و ۹۶٫۳۷ درصد خشکی می‌باشد.
این شهرستان در ۱۷۹۵ از شهرستان سنت کلیر جدا شده‌است. این شهرستان نام خود را از ادموند راندولف گرفته شده‌است.

## همسایگان و راه‌ها
همسایگان این شهرستان عبارتند از:
- شمال: شهرستان سنت کلیر
- شمال‌شرق: شهرستان واشینگتن
- شرق: شهرستان پری
- جنوب‌شرق: شهرستان جکسون
- جنوب: شهرستان پری، میزوری
- جنوب‌غرب: شهرستان سنت جنویو، میزروی
- غرب: شهرستان راندولف
- شمال‌غرب: شهرستان مونرو

راه‌های اصلی این شهرستان:
1. جاده ۳ ایلی‌نوی
2. جاده ۴ ایلی‌نوی
3. جاده ۱۳ ایلی‌نوی
4. جاده ۱۵۰ ایلی‌نوی
5. جاده ۱۵۲ ایلی‌نوی
6. جاده ۱۵۳ ایلی‌نوی
7. جاده ۱۵۴ ایلی‌نوی
8. جاده ۱۵۵ ایلی‌نوی
9. جاده ۱۵۹ ایلی‌نوی

چستر، ایلی‌نوی، مرکز شهرستان

## نگارخانه

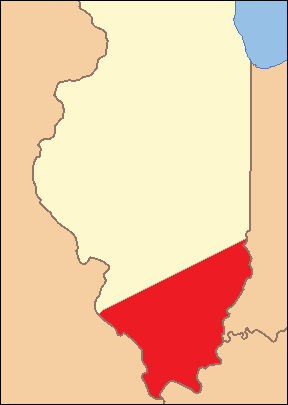
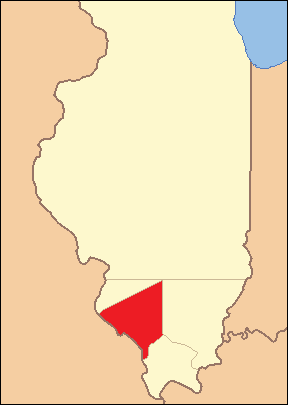
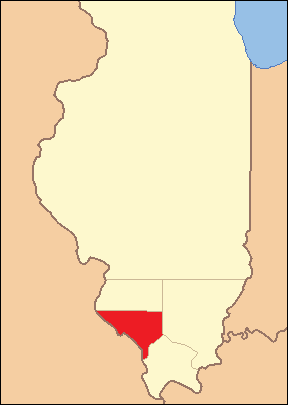
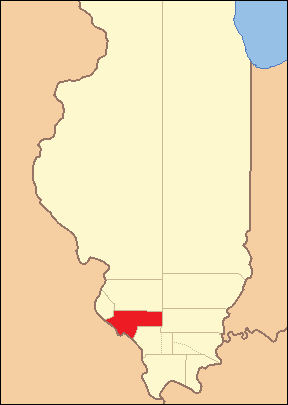
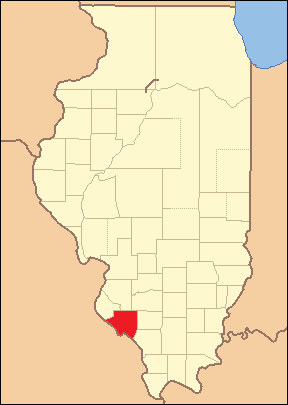